# Alpiscorpius
Alpiscorpius (zu deutsch die Gattung der Alpenskorpione) ist neben Euscorpius, Polytrichobothrius und Tetratrichobothrius eine von vier weitgehend auf Europa beschränkten Gattungen der Skorpione (Scorpiones) mit Stand 2019 15 anerkannten Arten. Nachdem 2019 sieben neue Skorpionarten entdeckt und beschrieben wurden, wurde die vorherige Untergattung Alpiscorpius in den Gattungsrang erhoben. Neben den sieben neu beschriebenen Arten sind acht Arten von der Gattung Euscorpius zur Gattung Alpiscorpius transferiert worden. Alle Arten der Gattung sind, wie bei Euscorpius auch, für den Menschen weitgehend harmlos.

## Merkmale
Die Arten der Gattung Alpiscorpius sind relativ klein und erreichen Körperlängen von unter 30 mm bis 50 mm. Außerdem ist bei Alpiscorpius die ventrale Kante des beweglichen Fingers, der Cheliceren, glatt und der mittlere Kiel auf der Unterseite des Metasomas (Schwanz) ist kaum ausgebildet oder fehlt.
Wie wohl von allen Arten der Gattungen Euscorpius und Alpiscorpius werden Gliederfüßer jeder Art, in passender Größe, gefressen.
Von den 15 Skorpionarten werden 6 zum „germanus-Komplex“ und 9 zum „mingrelicus-Komplex“ gezählt.

## Verbreitung und Lebensraum
Alpiscorpius ist eine von vier weitgehend auf Europa beschränkten Gattungen der Skorpione (Scorpiones).
Die Autoren der Studie ergänzen, dass die Populationen von Euscorpius im größten Teil der Balkanhalbinsel unverändert bleiben, es kann in Zukunft zu weiteren Änderungen kommen.
In Österreich heimische Skorpionarten (Alpiscorpius germanus, Alpiscorpius ypsilon, Alpiscorpius gamma und Euscorpius tergestinus) sind allesamt in der Roten Liste der gefährdeten Arten als stark gefährdet eingestuft.

## Systematik

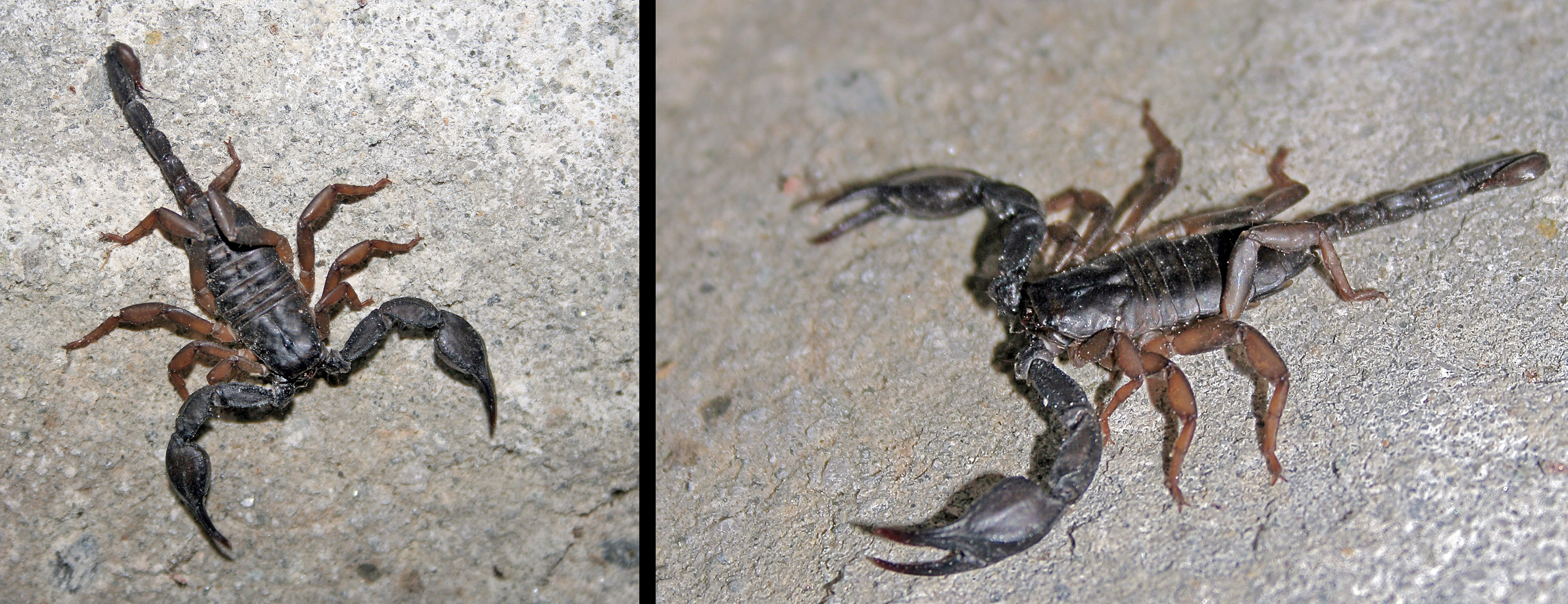
Alpiscorpius alpha

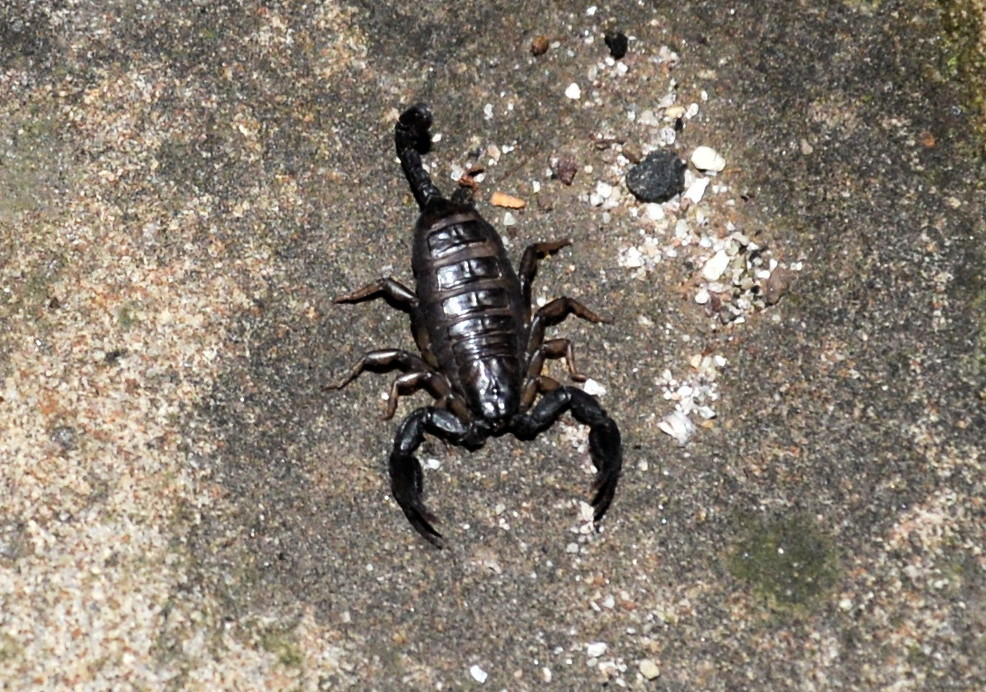
Alpiscorpius germanus

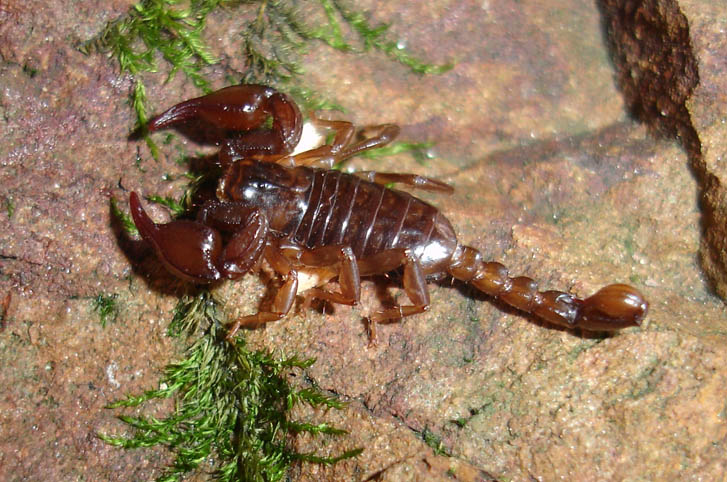
Alpiscorpius mingrelicus

Alpiscorpius (Gantenbein et al., 1999) war vor 2019 eine Untergattung von Euscorpius.
In einer veröffentlichten Studie von 2019 wurden 15 Arten anerkannt:
- Alpiscorpius alpha (Caporiaco, 1950), (2019 von Euscorpius zu Alpiscorpius transferiert)
- Alpiscorpius beroni (Fet, 2000), (2019 von Euscorpius zu Alpiscorpius transferiert)
- Alpiscorpius beta (Di Caporiacco, 1950), (neuer Status, Unterart von Alpiscorpius alpha)
- Alpiscorpius delta (Kovarik, Stundlova, Fet & Stahlavsky, 2019), (2019 erstmals beschrieben, Italien)
- Alpiscorpius gamma (Caporiaco, 1950), (2019 von Euscorpius zu Alpiscorpius transferiert)
- Alpiscorpius germanus (C.L. Koch, 1837), (2019 von Euscorpius zu Alpiscorpius transferiert)
- Alpiscorpius kappa (Kovarik, Stundlova, Fet & Stahlavsky, 2019), (2019 erstmals beschrieben, Slowenien)
- Alpiscorpius lambda (Kovarik, Stundlova, Fet & Stahlavsky, 2019), (2019 erstmals beschrieben, Italien und Slowenien)
- Alpiscorpius mingrelicus (Kessler, 1874), (2019 von Euscorpius zu Alpiscorpius transferiert)
- Alpiscorpius omega (Kovarik, Stundlova, Fet & Stahlavsky, 2019), (2019 erstmals beschrieben, Slowenien)
- Alpiscorpius omikron (Kovarik, Stundlova, Fet & Stahlavsky, 2019), (2019 erstmals beschrieben, Slowenien)
- Alpiscorpius phrygius (Bonacina, 1980), (2019 von Euscorpius zu Alpiscorpius transferiert)
- Alpiscorpius sigma (Kovarik, Stundlova, Fet & Stahlavsky, 2019), (2019 erstmals beschrieben, Italien und Slowenien)
- Alpiscorpius uludagensis (Lacroix, 1995), (2019 von Euscorpius zu Alpiscorpius transferiert)
- Alpiscorpius ypsilon (Kovarik, Stundlova, Fet & Stahlavsky, 2019), (2019 erstmals beschrieben, Österreich und Slowenien)

## Gift
Die Stiche von Alpiscorpius sind für den Menschen weitgehend harmlos. Nach Braunwalder können die kleinen Arten wie Alpiscorpius alpha und Alpiscorpius germanus mit ihrem Stachel nur an wenigen Stellen die menschliche Haut durchdringen.